# 公认文本
公认文本（拉丁語：Textus Receptus），是指在欧洲宗教改革时期出版的一系列既有传承又有更新的希腊语新约文本。最初由伊拉斯谟编纂，之后有学者司提反和贝扎分别进行了修订，最终以1633年的爱思唯尔的版本命名。在19世纪，斯克里夫纳为了反向回溯钦定版圣经背后的公认文本，出版了斯克里夫纳版本的公认文本。这些版本都是印刷版，而非手抄本。在宗教改革时期，欧洲的许多译本都以公认文本为基础，其中最著名的是英语的钦定本。

## 由来及历史

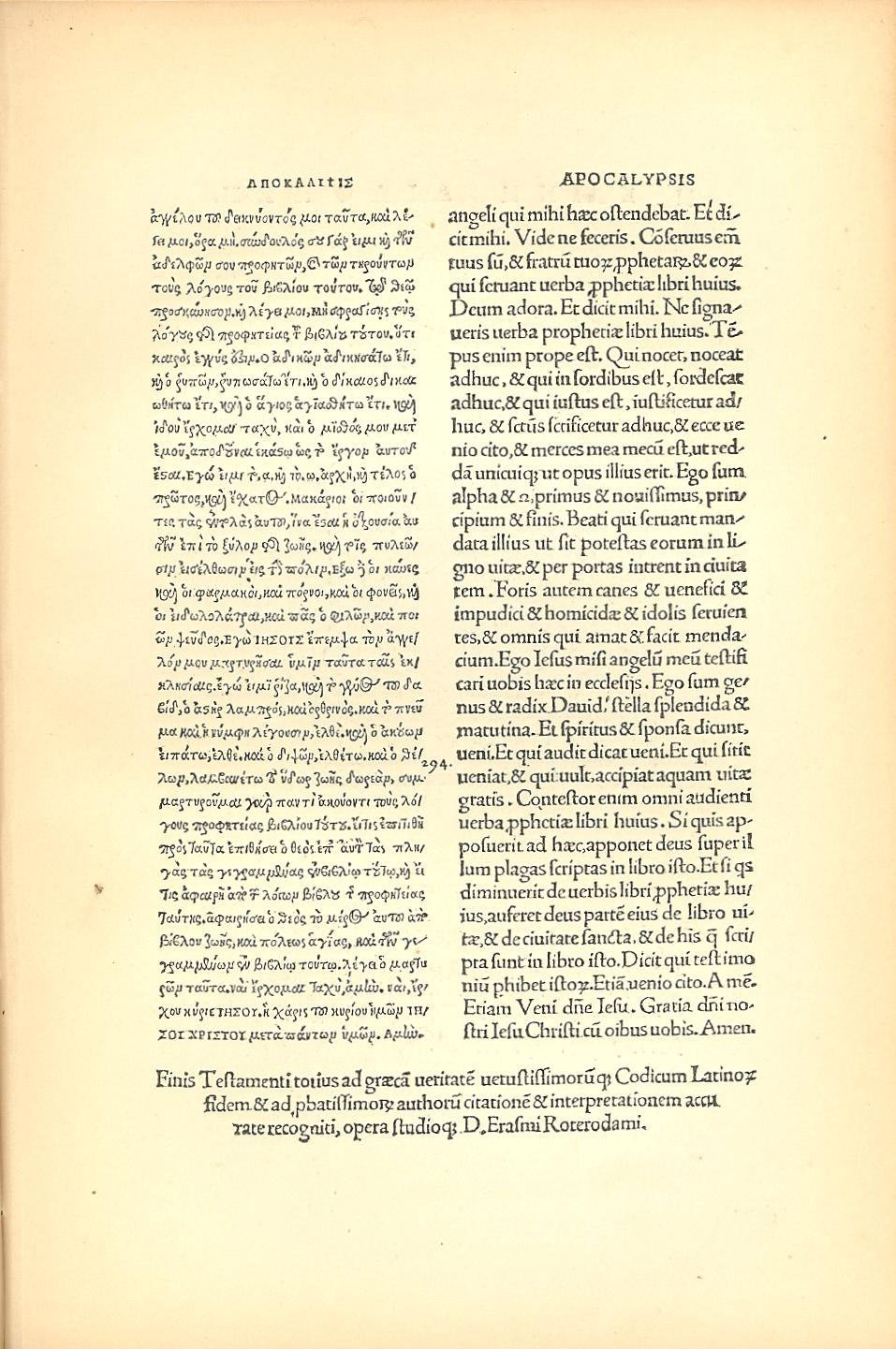
伊拉斯谟新约的最后一页(启示录 22:8-21)

近代印刷术发明之后，第一本用印刷术发行的圣经是1452年到1456年之间古腾堡所发行的四十二行拉丁语武加大圣经，这是西方世界第一本印刷品。中世纪以来，拉丁语武加大译本一直是欧洲拉丁语天主教教会使用的官方圣经，影响力很大，使得拉丁语地位很高，而希腊语长期不受重视，没有多少人对希腊语新约感兴趣。但在1453年，君士坦丁堡被穆斯林攻陷，很多操希腊语的人携带书籍逃到西欧，西方第一次出现了大量的希腊语抄本，为西方研究希腊语提供了有利的条件。此外，随着文艺复兴运动的不断发展，越来越多的人也开始重视希腊语圣经。
新约希腊文编辑工作最早是由西班牙枢机主教德西斯内罗斯于1502年策划的，被称为《康普鲁顿合参本圣经》。这圣经1514年就已经编辑完成，但是直到1520年才获得教皇的出版许可。虽然《康普鲁顿合参本圣经》是第一本编辑的希腊文新约圣经，然而荷兰学者伊拉斯谟却抢先一步，于1516年率先发行上市他编辑的希腊文圣经。

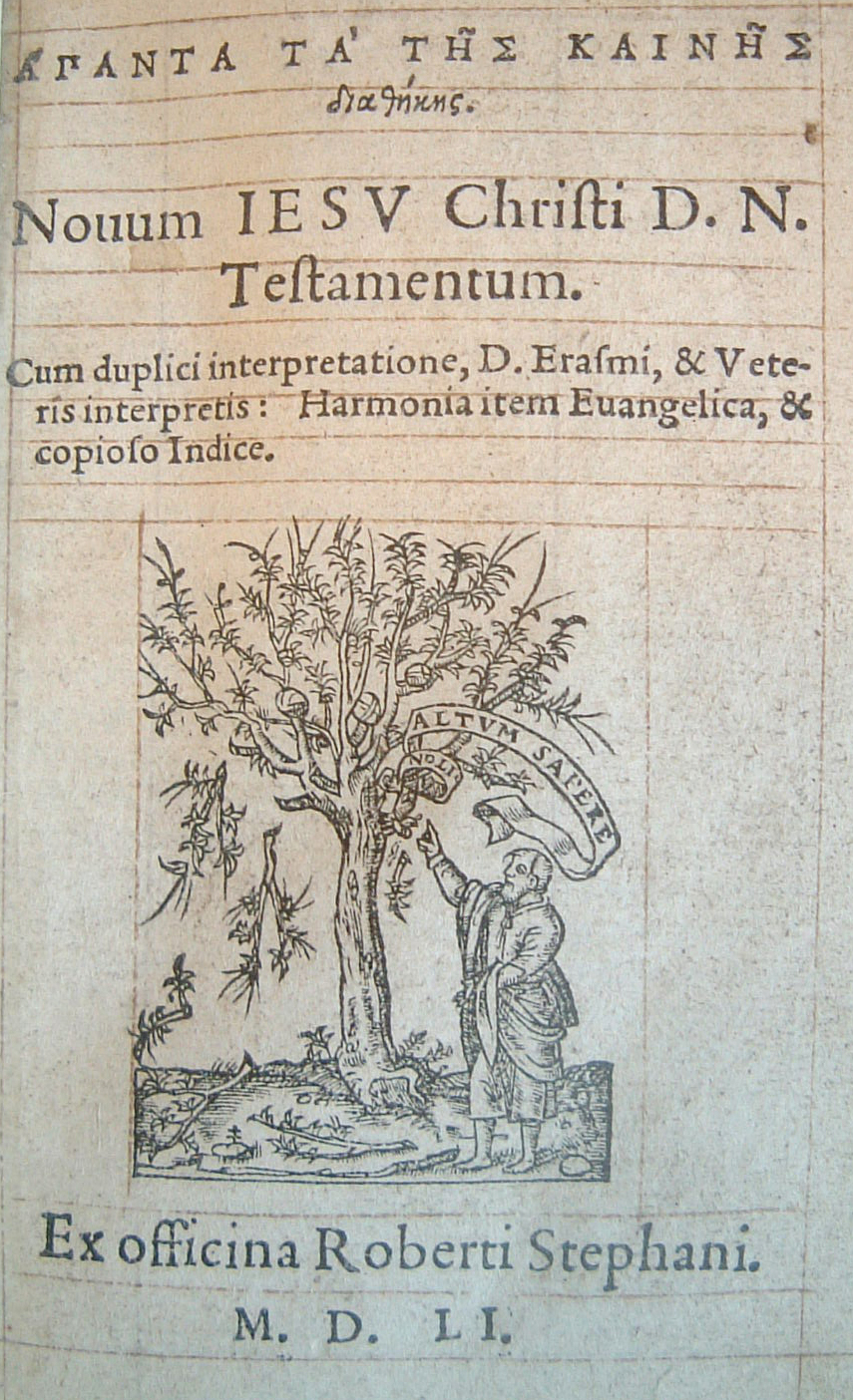
罗伯特·司提反的第四版新约

伊拉斯谟最初的目的不是要出版一个独立的希腊语新约，而是要重新翻译拉丁语的新约。1512年，他开始翻译拉丁语新约，他搜集了能找到的武加大圣经的所有抄本，进行校勘，然后润色了拉丁语。在此阶段，他并没有提到希腊语文本。但后来他加上了希腊语新约，以此证明他的译本更准确。
伊拉斯谟校订的希腊文新约，根据手头上的七个抄本编订，于1516年出版第一版。第一版是在匆忙之中做出来的，所以有很多排版错误。伊拉斯谟自己承认他的第一版是仓促拼凑的，而不是精心编辑的。伊拉斯谟使用的七个抄本是：1（缺少启示录，其他书卷都有），1rK（只有启示录，但缺少22:16–21），2e（只有四个福音书），2ap（只有使徒行传、保罗书信、普通书信），4ap（只有使徒行传、保罗书信、普通书信），7（只有保罗书信），817（只有四个福音书，其中约翰福音缺少7:53–8:11）。在1519年的第二版中，伊拉斯谟又参阅了抄本3（缺少启示录，其他书卷都有）。在第一版和第二版中，伊拉斯谟使用的所有抄本中都没有约翰一书5:7“天上有三位做见证的，就是父、与道、与圣灵，这三为一”。但当时的拉丁武加大译本有这一句话，所以天主教非常不满。为了平息天主教的愤怒，伊拉斯谟根据抄本61在他的第三版（1522年）中加入了这一句话。马丁路德翻译的德语圣经是根据伊拉斯谟的第二版，所以约翰一书并无“天上有三位做见证的，就是父、与道、与圣灵，这三为一”，但后来的版本加上了这个短句。伊拉斯谟一共出了五版，第四版于1527年出版，第五版于1535年出版。
在伊拉斯谟多次修订之后，又有两位著名的学者罗伯特·司提反（1503–1559）和泰奥多尔·贝扎（1519–1605）在伊拉斯谟版本的基础上，编辑、修订并出版了很多版，目的是使之与当时的抄本更加一致。罗伯特·司提反对希腊语新约进行了四次修订，分别是1546年版、1549年版、1550年版、1551年版。在1551年出的第四版中，司提反首次将经文分节，于是便有了现在圣经的分节形式。在司提反之后，贝扎在1565年至1604年间出了九版，有四版是独立的（1565、1582、1589、1598），其他版则是重印。这些修订版引发了争议，因为它们引入了新的异读，并纠正了已有的错误。。

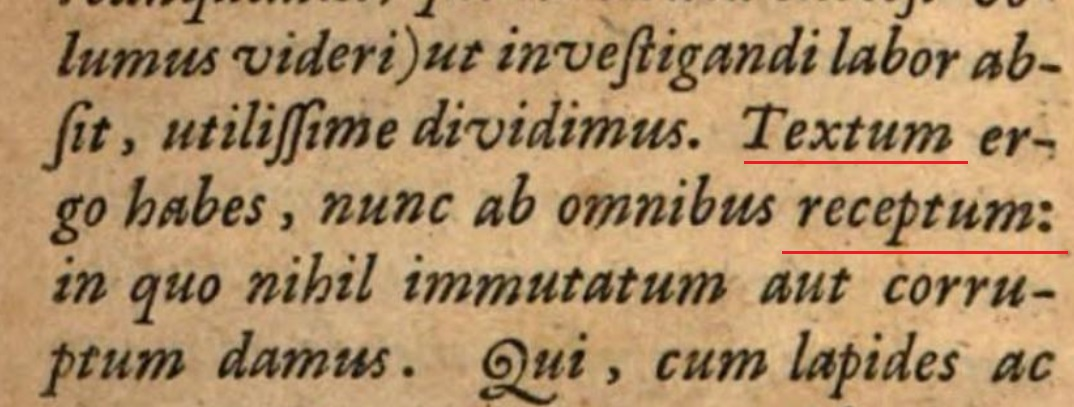
爱思唯尔1633年版本的前言。此图片经过编辑以突出 "文本" 和 "公认"。

1633年之前，西方并没有“公认文本”这个称呼。1633年，出版商爱思唯尔叔侄二人（博纳文图尔·爱思唯尔与亚伯拉罕·爱思唯尔）在其出版的希腊语新约前言中用拉丁语写道：“Textum ergo habes, nunc ab omnibus receptum: in quo nihil immutatum aut corruptum damus”，翻译成中文是：“你手上的文本现在是公认的，其内没有任何错误。”人们从这句话中摘出了“公认文本”一词。随着时间的推移，"公认文本"这个名称甚至被追溯性地用于指称伊拉斯谟的版本，因为他的版本构成了后续其他版本的基础。
在19世纪，弗雷德里克·斯克里夫纳对公认文本进行了深入研究。尽管伊拉斯谟、司提反、贝扎的文本都被称为公认文本，但斯克里夫纳发现它们之间存在一些差异。他仔细查考了这些文本的差异，并逐一标记。在比对过程中，他发现钦定本圣经的译者们主要依赖贝扎的1598年的版本，但也参考了司提反的1550年的文本。在190处地方，钦定本与贝扎的文本存在差异。这其中，59处与司提反1550年的文本一致；其他几十处地方，他常常能在伊拉斯谟的版本中或是在《康普鲁顿合参本》中找到对应；但在一些地方，他却在任何一版的公认文本中找不到与钦定本对应的希腊语文本，而在拉丁武加大圣经中找到了对应。因此，他得出结论，钦定本并不依赖任何一版的公认文本，而是自己拼出一版独特的公认文本。为了更精确地确定钦定本背后的希腊文本，斯克里夫纳查阅了十八版的公认文本，最终制作了一版希腊语新约，这版新约被称为斯克里夫纳公认文本。由于斯克里夫纳拒绝将武加大圣经的文本倒译入希腊语文本中，所以他的这版公认文本与钦定本不是完全一致，但是最接近钦定本的文本。

## 与拜占庭文本的关系
伊拉斯谟当时只用了七个抄本编订他的希腊语新约，而且启示录的最后几节经文（22:16–21）是从武加大译本倒译入希腊语的。现在人们知道，伊拉斯谟使用的七个抄本只是当时人们所不知的、后来才知晓的众多新约抄本的一小部分。这众多新约抄本是东方希腊语教会保存的，被称为拜占庭文本（Byzantine text-type），也称大多数文本。不过，丹尼尔·华莱士（Daniel Baird Wallace，生于1952年）发现公认文本与拜占庭文本类型存在着1838处差异。

## 对天主教的冲击
公认文本出版之后，神学家第一次有机会将拉丁文的武加大译本与原来的希腊文新约互作比较，发现武加大译本在许多重要的新约经文上，都有严重的误译，如将“悔改”译为“告解”（pennance），将马太福音6:11中的“饮食”翻译成“天粮”（supersubstantial bread），将路加福音1:28“蒙大恩的女子”译成“满有恩典的女子”，将哥林多前书11:14-15中的“有长头发”翻译为“保养（nourish）头发”。
由于中世纪教会的一些习俗与信念是建立在武加大译本之上的，所以许多天主教人士对伊拉斯谟出版希腊语新约感到惶恐，他们纷纷批评伊拉斯谟的做法。一些天主教人士认为武加大译本是默示的。伊拉斯谟的一个朋友多尔坡（Maarten van Dorp）说，如果武加大圣经“在任何地方与希腊语抄本不一致，我就与希腊语说再见了，我还是相信我的拉丁语圣经”。但改教家对伊拉斯谟出版希腊语新约则大感欣喜。伊拉斯谟出版的希腊语新约被抗罗宗使用，推动了宗教改革的发展。

## 建立在此文本上的译本
宗教改革时期的众多译本，如英语的丁道尔译本、日内瓦圣经、钦定版圣经，德语的马丁路德圣经，意大利文的Diodati圣经，西班牙语的Valera圣经，荷兰语的Statenvertaling圣经，都是依据公认文本翻译的。
需要注意的是，虽然它们都是依据公认文本，但因为公认文本有很多不同的版本，所以它们之间存在着一些差别。比如路加福音7:45，钦定版圣经说“这女人从我进来的时候就不住地用嘴亲我的脚”，但荷兰语的Statenvertaling圣经说“这女人从她进来的时候就不住地用嘴亲我的脚”。再比如马太福音27:41，钦定本说“祭司长、文士和长老也是这样戏弄他”，但荷兰语的圣经说“祭司长、文士、长老和法利赛人也是这样戏弄他”。还有，马太福音2:11，钦定本说“进了房子，看见小孩子和他母亲马利亚”，荷兰语、德语、葡萄牙语圣经说“进了房子，找到小孩子和他母亲马利亚”。
十九世纪翻译的汉语马礼逊译本、裨治文文理译本、施约瑟文理译本等众多文理译本，以及十九世纪七十年代出版的北京官话新约全书，也是以此文本为源文本。中文和合本圣经，在部分地方，也依据了公认文本。

## 地位下降
拉赫曼（Karl Lachmann, 1793–1851）是第一个不用公认文本的人，他的目标是将新约文本恢复到约主后380年的教会所用的文本。他使用了当时已知最老的希腊语抄本和拉丁语抄本。
蒂申多夫（1815–1874）于1844年发现了西乃抄本，他编辑的第八版希腊语新约文本就是基于此抄本，他的文本对公认文本的地位形成了冲击。
在蒂申多夫之后，两名学者威斯科特和霍尔特也认为公认文本的不少经文是后期抄本添加上的，而偏爱两个早期抄本——西乃抄本和梵蒂冈抄本，并基于这两个抄本出版了他们的1881年希腊语新约。
威斯科特和霍尔特通过三个论点推翻了公认文本的权威：
- 教父引用论证和早期译本论证：公元325年之前，拜占庭文本（即公认文本背后的希腊抄本）没有任何教父引用，而亚历山大文本有充分的代表 [29]。亚历山大文本得到了第三世纪及以后的科普特译本的强大支持。同时，旧拉丁译本和最古老的叙利亚译本也经常支持这个文本(尽管在旧拉丁译本和早期叙利亚译本中也有强烈的西方文本元素)。耶柔米在公元400年左右对旧拉丁译本进行了修订，制作了拉丁武加大译本，这个版本也经常支持亚历山大文本[30]。
- 融合文本论证：拜占庭文本被证明依赖于更早的两个传统——亚历山大和西方传统。在某些地方，拜占庭文本的早期编辑将亚历山大文本和西方文本的措辞融合起来，但没有证据显示亚历山大文本融合了西方文本和拜占庭文本，或者西方文本融合了亚历山大文本和拜占庭文本。
- 内部证据论证：仔细检查拜占庭文本后，其措辞被证明是劣质的，要么不符合作者的原文措辞，要么朝着可预测的方向发展（例如添加澄清词汇）。

自此开始，他们的观点逐渐受到接纳，公认文本的地位下降。从1881年英国修订版圣经问世直到现今，多个现代译本已经不再使用公认文本为底本，而是根据其他文本，一般都是依据Nestle-Aland文本。Nestle-Aland文本与威斯科特-霍尔特的文本是比较接近的，均属于亚历山大文本传统。

## 为公认文本辩护
挪兰（Frederick von Nolan），十九世纪的历史学家和希腊语兼拉丁语学者，花了28年的时间回溯公认文本到使徒。他是公认文本的坚定拥护者，认为它优于其他所有的希腊语文本，并辩称希腊语新约文本的首批编订者们故意选择了此文本，是因为此文本的优越性。 挪兰说：
不要以为新约的最初编订者们在选择抄本时是没有计划的。他们并不是完全不知道存在两类抄本，一类就是我们接受的抄本，一类是M. Griesbach接受的抄本。
此外，伯坚（John William Burgon，1813 – 1888）、米勒（Edward Miller，1825-1901）、希尔斯（Edward F. Hills，1912–1981）也为公认文本的优越性做了辩护。但伯坚和米勒均认为，尽管公认文本优于亚历山大文本，但在某些地方仍需要根据拜占庭文本的抄本传统进行修正。希尔斯不同意他们的观点。
希尔斯认为，神通过圣经启示了真理，这也必然意味着神必须确保正确的文本得以保存和传承，这种传承一直延续到圣经翻译和印刷的宗教改革时代。对于希尔斯来说，圣经学者的任务是确定神保存和传承他的话语的特定路线；他认为这条路线的终点就是公认文本和钦定本圣经。
希尔斯坚信，神以超自然的方式保存和传承了他的话语，因此公认文本肯定是最接近圣经作者亲笔手稿(autograph)的文本，因此他拒绝接受拜占庭文本中与公认文本不一致的地方。他甚至认为伊拉斯谟在将拉丁文本引入他的希腊文本时，肯定得到了神的引导； 他甚至为约翰短句的真实性辩护。
别西大译本的见证： 叙利亚语别西大译本，是叙利亚教会使用的古老圣经，与拜占庭文本类型是一致的。长期以来，几乎所有人相信别西大译本源于主后第二世纪，因此是最古老的新约译本之一。因为它与传统文本是一致的，所以被视为传统文本古老性的最重要的见证者之一。

## 关于约翰一书五章七节
从16世纪到今天，这处经文的真实性一直受到争议。很多学者参与了争论，激烈辩论这节经文到底存在不存在原文中。大科学家牛顿对此也有深入研究。他在1690年发表的一篇论文《两个著名的篡改经文的历史记录》(An Historical Account of Two Notable Corruptions of Scripture) 中总结了以往的历史研究，并说自己相信这节经文是在第四或第五世纪被人有意或无意加入到拉丁文圣经中的，那个时候教会充满了败坏的事情。他说：
“在耶柔米的时代，并且在之前和之后很长一段时间，人们在激烈争论三位一体的教义时，从来都没有想过这节经文。但是现在却挂在了所有人的嘴边，认为是支持三位一体的主要经文。如果当时这节经文就存在的话，那么当时的人们也会经常将之挂在嘴边了。”

## 参阅
- 圣经手抄本
- 拜占庭文本
- 亚历山大文本类型
- 唯钦定本主义
- 约翰短句